# François de Negroni
François de Negroni, né le 10 février 1945, essayiste et polémiste. Il est originaire de Rogliano, dans le Cap Corse (France).

## Biographie

### Famille
Il descend en ligne directe d'une famille de feudataires du nord Cap Corse (Seigneurie de San Colombano) dont la présence à Rogliano remonte au XIIe siècle et qui est étroitement mêlée à l'histoire politique et militaire de l'île,. Une grande partie de ses aïeux, suivant l'exemple de nombreux Capcorsins, a émigré à Puerto Rico, durant la première moitié du XIXe siècle. Le célèbre chanteur Ricky Martin (fils de Henrique Martin Negroni) est issu de cette branche familiale.
Il est le frère de la philosophe Barbara de Negroni et sa belle-soeur était l'avocate Isabelle Coutant-Peyre.
Afin d'éclaircir sa relation épistémologique au monde social, il a interrogé ces déterminants familiaux dans son essai La France noble, occasion d'un passage à l'émission Apostrophes."M. de Negroni aurait fait un parfait Saint-Just !", commentera Jacques Buisson, tandis que François d'Orcival écrira : "M. François de Negroni ne revendique que les titres de "Corse, marxiste et sociologue". C'est ainsi qu'il s'est présenté, en chemise déboutonnée et costume de velours, le 10 octobre, à l'émission télévisée "Apostrophes".

### Enseignement
François de Negroni a enseigné les sciences humaines et l’anthropologie dans plusieurs universités africaines, ainsi qu’en France et en Belgique. Il a également travaillé comme consultant, sur les problèmes d'éducation, dans les pays du Sahel. C'est au cours de l'une de ces missions que le sociologue mauritanien Cheikh Saad Bouh Kamara lui a collé son surnom: "le grand nègre" (negroni littéralement),. Un surnom repris, par amitié, dans l'intitulé d'un restaurant au Sénégal.
À ce sujet, il a soutenu dans diverses publications que le bannissement lexical du mot nègre, au prétexte de ses connotations outrageantes, était l'oeuvre du pouvoir blanc, afin de déposséder le monde noir,  afrodescendants ultramarins et immigrés subsahariens, d'un vocable jadis porteur de fierté, de dignité, d'émancipation, sous les plumes de Senghor, Césaire, Fanon, etc., et indissociable des combats culturels et politiques indépendantistes
En 1972, alors assistant à l'Université de Madagascar, il crée un lien amical et intellectuel avec Thomas Sankara, le futur président du Burkina Faso, élève-officier à l'Académie Militaire d'Antsirabe. Il a raconté la naissance de cette relation dans Une nuit à Majunga, et dédié à la mémoire du leader révolutionnaire burkinabé, assassiné en 1987, son ouvrage Afrique fantasmes.
Ce dernier livre, salué comme "un bain de jouvence pour l'esprit" par le magazine Jeune Afrique a été classé par Alain Mabanckou, dans sa Leçon Inaugurale au Collège de France, en 2016, parmi les quarante références nécessaires à une appréhension pertinente de l'univers subsaharien. À travers ce texte, François de Negroni souligne le paradoxe des représentations occidentales de l'Afrique noire, immuables par-delà les âges et les renouvellements du champ lexical, et toujours fondées sur une approche raciste dualiste qui s'articule autour de l'opposition mythique des figures du bon et du mauvais sauvage. Il a utilisé la même grille d'analyse, appliquée à la perception des Corses par les Français continentaux, dans sa Petite anthologie du racisme pro-corse.

### Édition
Il est fondateur et codirecteur avec François Coupry et Jean-Edern Hallier des éditions du même nom en 1976 (devenues les éditions Libres Hallier en 1978) . Il crée en 1997 la collection Les Pourfendeurs au Castor astral, où il réédite notamment le livre de Stanislas Adotevi, Négritude et Négrologues. En 2004, il fonde les éditions Materia Scritta, à Bastia, où sont publiés des écrivains corses contemporains : Marc Biancarelli, Robert Colonna d'Istria, Dominique Memmi, Marie-Jean Vinciguerra, Gilles Zerlini; ainsi que des auteurs africains comme Théophile Kouamouo ou Samira Fall.
Son pamphlet sur les coopérants français dans le tiers-monde, Les Colonies de vacances, a été dénoncé par des journalistes Africains et Européens. A sa sortie, en 1977, ce livre fit scandale dans les sphères de la Françafrique, assorti de menaces de mort envers l'auteur. "Un coup bas porté à la politique de coopération", selon Robert Galley, le ministre de tutelle, tandis que son prédécesseur au même poste, le gaulliste Raymond Triboulet, ira jusqu'à écrire :"Je viens de lire les pitreries de François de Negroni sur les coopérants. Malheureusement, nous n'avons pu toujours faire de bons choix en matière de coopération, ainsi celui de Negroni qui n'y a rien compris et se contente de brocarder ses anciens collègues à la lumière de ses propres instincts : prétention, amour du gain ... et de la fesse." 
Il avait en effet, à cette occasion, introduit la notion de "sexpatriation", pour décrire les pratiques néocoloniales prédatrices des coopérants, et il récidivera plus tard dans son essai Old is Beautiful, rédigé en Thaïlande, dans lequel il analyse le tourisme sexuel de masse comme le défoulement exotique revanchard des classes occidentales dominées, au sein d'un univers capitaliste où les élites bourgeoises ont fait de l'émancipation des mœurs et des rituels érotiques permissifs leur domaine privé. Il y parle aussi de "barbarie à visage humanitaire" pour qualifier le travail des ONG en général, et précisément sur le terrain de la prostitution locale.

### Affaires judiciaires et politiques
Il est incarcéré et expulsé de Yougoslavie en compagnie de Jean-Edern Hallier en 1977 , expulsé aussi de Centrafrique,, en 1979, avec le journaliste Jonathan Mongory, les deux étant soupçonnés d'enquêter sur l'« affaire des diamants »visant Giscard d'Estaing, puis mis sur écoutes téléphoniques par la cellule de l’Élysée sous la présidence de François Mitterrand.
Dans son ouvrage sur l'intelligentsia française (Le Savoir-vivre intellectuel), à l'aune précisément de ces expériences, il formalisera les stratégies culturo-mondaines à l’œuvre en ce milieu. Un livre salué, à sa sortie, par l'élite médiatique de la critique littéraire : Jean-Paul Enthoven, Bertrand Poirot-Delpech, Angelo Rinaldi.

## Recherches
Sociologue, disciple d'Henri Lefebvre qui fut son directeur de thèse (sociologie - Paris X Nanterre, 1977), proche ami de Michel Clouscard (auquel il a consacré un livre) et de Dominique Pagani, il prolonge, dans ses travaux, les principes d'une critique marxiste des superstructures et de la vie quotidienne, s'attachant à approfondir les notions de « fausse conscience », de « violence symbolique », d'« imaginaire collectif ». Ses différents écrits procèdent d'une même approche incisive des micro-sociétés, groupes statutaires et autres fractions de classe. L'occasion de dévoiler les articulations entre les discours, leurs impensés, leur complémentarité dialectique et les stratégies de domination.
La mise en perspective sociologique, dont il critique d'ailleurs le néo-positivisme, voire la dimension contre-révolutionnaire, n'est pour lui qu'un moyen au service de ce projet. [réf. nécessaire].
Il s'est aussi intéressé à l'Histoire, notamment en participant à des travaux collectifs sur la participation des Corses à la colonisation française ou à travers la traduction et la publication critique d'une longue lettre inédite adressée à Pascal Paoli par le fils présumé du roi Théodore de Neuhoff, Frédéric.

## Publications

### Livres
- L’étude de la vie sociale, Université de Madagascar, 1970 ; réédition ICM, 2007[réf. souhaitée]
- La France noble, préface de Henri Lefebvre, Le Seuil, 1974[33],[34]. Ce livre est considéré comme un « essai d'inspiration sociologique[35] »
- Les colonies de vacances, Portrait du coopérant français dans le tiers-monde, Hallier-Albin Michel, 1977 ; réédition : l’Harmattan, préface de Michel Siméon, 2007[36]
- Le Savoir-vivre intellectuel, Olivier Orban, 1985 ; réédition : Delga, préface d’Aymeric Monville, postface de Dominique Pagani, 2006[37]
- Le Comte de Mirobert se porte comme un charme, avec J–F Desrousseaux de Vandières, Olivier Orban, 1987[38]
- Afriques fantasmes[39], Plon 1992 ; réédition : l’Harmattan, préface de Corinne Moncel, 2008[40].
- Le Suicidologe, Dictionnaire des suicidés célèbres, avec Corinne Moncel, préface de Roger Caratini, Le Castor Astral, 1997
- Petite anthologie du racisme pro-Corse, DCL, 2004.
- Frédéric de Neuhoff, Lettre à Pascal Paoli, traduction et édition critique, Materia Scritta, 2005
- Old is Beautiful, préface d’Abdel Wahab Ben Chekroun, Matteria Scritta, 2010
- Avec Clouscard, Delga – Materia Scritta, préface de René Caumer, 2013[41],[42]
- CorsErotica (Un porc dans chaque femme),  Materia Scritta, 2014
- Une nuit à Majunga, SEditions, 2016, annexes de Théophile Kouamouo et de Grégory Protche.
- Incoercible, préface d'Isabelle Chazot, Materia Scritta, 2017
- Incoercible II, Materia Scritta, 2018
- Un immense caveau, Materia Scritta, 2020
- On a tous hébergé Christian Clavier, préface de Gilles Zerlini, Materia Scritta, 2023
- Incoercible III, préface d'Alexandra Tricottet, Materia Scritta, 2025

### Collaborations
- Contribution dans la revue Communications, : Parure, pudeur, étiquette, n° 46, 1987[43]
- Corse-colonies, Albiana, 2002
- Musée de la Corse, Le Corse dans la littérature coloniale, Alain Piazzola, 2004
- Rédacteur dans le Dictionnaire Historique de la Corse, sous la direction de Antoine-Laurent Serpentini, Albiana, 2006
- Préface de Theodore von Neuhoff, King of Corsica, de Julia Gasper, Université du Delaware, 2013[44]
- Préface de Chutes, de Gilles Zerlini, Materia Scritta, 2016
- Le Grand Continent (ENS), septembre 2017[45]
- Préface du Voyage de la fanfare, de Dominique Memmi, Materia Scritta, 2019
- Préface de Marxisme et intersectionnalité, de Loïc Chaigneau, Delga, 2021

Il a également publié plus de cinquante articles dans divers journaux, revues et magazines (traditionnels ou numériques), tels 20 ans, L'Idiot international, L'Eventail, Le Mois en Afrique, Afrique Asie, Kyrn, Fabula, Marianne, 20 Minutes, Le Gri-Gri international, L'Affranchi. Un grand nombre de ces articles ont été réunis dans les volumes Incoercible, Incoercible II et Incoercible III;